# Bossembélé
Bossembélé är en ort i Centralafrikanska republiken. Den ligger i den sydvästra delen av landet, 140 km nordväst om huvudstaden Bangui. Bossembélé ligger 672 meter över havet och antalet invånare är 10 750.
Terrängen runt Bossembélé är platt. Runt Bossembélé är det mycket glesbefolkat, med 7 invånare per kvadratkilometer.. Det finns inga andra samhällen i närheten. 
I omgivningarna runt Bossembélé växer huvudsakligen savannskog.